# Cameron Park, Texas
Cameron Park là một nơi ấn định cho điều tra dân số (CDP) thuộc quận Cameron, tiểu bang Texas, Hoa Kỳ. Năm 2010, dân số của nơi này là 6963 người.

## Dân số
- Dân số năm 2000: 5961 người.
- Dân số năm 2010: 6963 người.